# Jarlinson Pantano
Jarlinson Pantano Gómez (født 19. november 1988) er en tidligere colombiansk cykelrytter.
Han stoppede karrieren efter at være testet positiv for EPO i 2019.

## Resultater

### Grand Tour resultater i den generelle klassifikation
| Grand Tour | 2013 | 2014 | 2015 | 2016 |
| ---------- | ---- | ---- | ---- | ---- |
| Giro       | 46   | 32   | —    | —    |
| Tour       | —    | —    | 19   | IP   |
| Vuelta     | —    | —    | —    | —    |

WD = Gennemførte ikke; I gang = IP

### Andre store etapekunkurrencer
| Race                  | 2012 | 2013 | 2014 | 2015 | 2016 |
| --------------------- | ---- | ---- | ---- | ---- | ---- |
| Paris-Nice            | –    | –    | –    | –    | –    |
| Tirreno-Adriatico     | 123  | –    | –    | –    | 28   |
| Catalonien Rundt      | –    | –    | –    | 11   | 16   |
| Baskerlandet Rundt    | –    | –    | –    | DNF  | –    |
| Tour de Romandie      | –    | –    | –    | 26   | 73   |
| Critérium du Dauphiné | –    | –    | –    | 72   | –    |
| Tour de Suisse        | –    | –    | –    | –    | 4    |